# Maidbronn

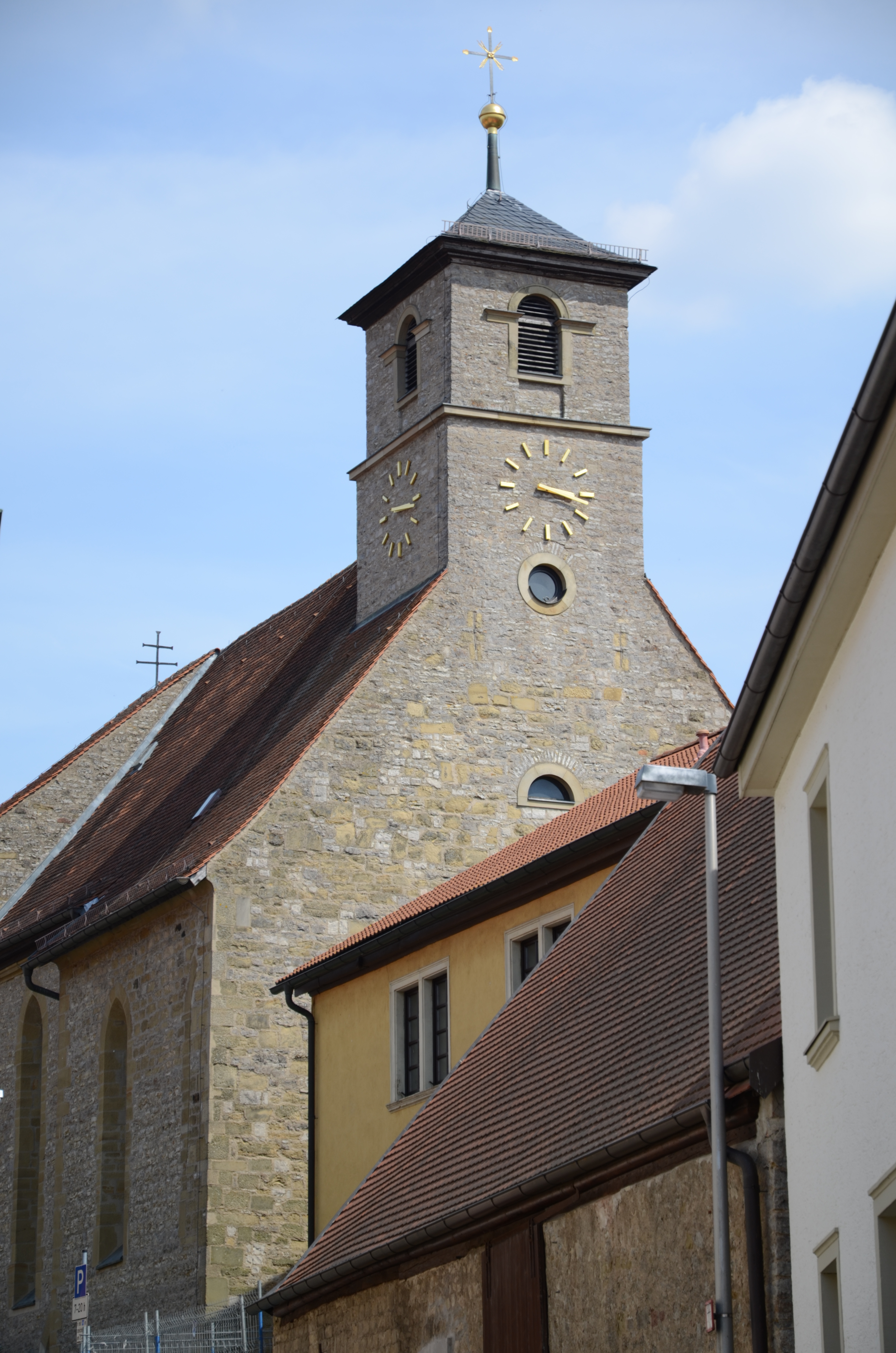
St. Afra

Maidbronn ist ein Gemeindeteil des Marktes Rimpar im unterfränkischen Landkreis Würzburg in Bayern und eine Gemarkung.

## Geographie
Das Kirchdorf Maidbronn liegt etwa sieben Kilometer nördlich von Würzburg im Tal der Pleichach in etwa 250 m ü. NHN südlich von Maidbronner und Gramschatzer Wald. Der ursprüngliche Ortskern und die ehem. Klosteranlage schmiegen sich in eine Schleife der Pleichach um den Mühlenberg.
Die Gemarkung der ehemaligen Gemeinde Maidbronn liegt inmitten des Maindreiecks (Mainfranken) und grenzt an die Fränkische Platte, einen flachen und fruchtbaren Landstreifen unter anderem zwischen der östlichen Gemarkungsgrenze von Maidbronn bis Schweinfurt. Im Regenschatten der umgebenden Mittelgebirge Rhön (im Norden), Spessart (im Westen), Odenwald (im Südwesten) und Steigerwald (im Südosten) liegt die mittlere Temperatur und die Anzahl der Sonnenstunden überdurchschnittlich hoch, und die Niederschläge liegen häufig bei unter 600 mm pro Jahr.

## Gemarkung Maidbronn und Maidbronner Wald
Die Bundesautobahn 7 begrenzt im Wesentlichen die Gemarkungen an der östlichen Grenze. Nach Süden hin läuft die Gemarkungsgrenze auf dem Höhenzug entlang, über die Höhe 304 zwischen Estenfeld und Maidbronn, vorbei am Versbacher Breitholz (Eichig), bis zum Dreimarker Rimpar-Versbach-Maidbronn. Von da an läuft die westliche Gemarkungsgrenze unterhalb des Gewerbegebietes in Rimpar bis an die Pleichach. Von dort läuft die Grenze bis zum nördlichen Ende der Gemarkung nahe der Kreisstraße Rimpar-Burggrumbach.
Ein Teil der Gemarkungsgrenze geht auf die Markbeschreibung durch Karl den Großen zurück.

## Flora und Fauna
In der fränkischen Platte, wie oben dargestellt ab der Gemarkungsgrenze zwischen Maidbronn und Mühlhausen, findet sich gelegentlich die streng geschützte Wiesenweihe. In den umliegenden Feldern sind Feldhamster (Cricetus criteus L.) zahlreich, an den steinigen Hängen die Zauneidechse (Lacerta agilis L.). Im Maidbronner und Gramschatzer Wald gehen mehrere Fledermausarten auf die Jagd und nehmen auch gerne ihr Übergangs-Wohnquartier. Diese Arten sind alle geschützt durch Anhang IV der FFH-Richtlinie (Fauna-Flora-Habitat), d. h., es sind bei allen Maßnahmen im Lebensraum dieser Tierarten die artenschutzrechtlichen Bestimmungen des Bundesnaturschutzgesetzes und der FFH-Richtlinie anzuwenden.

## Geschichte
Maidbronn, früher auch Meidebrunnen (Etzelhusen, Etzelnhusen, Bergherbrunnen, Bergerebrunne). 1169 erste urkundliche Erwähnung des Ortes Ezzelshausen durch Otto von Ezelenhusen. 1232 gründete Bischof Hermann I. von Lobdeburg an einem Ort Bergherbrunnen das Zisterzienserinnenkloster Fons Virginis Sanctae Mariae. Schon 1235 hatte der Würzburger Bischof dem Kloster das Dorf (villa) Ezelenhusen für einen Umzug in eine wirtlichere Gegend überlassen. Unten, im Tal von Etzelhausen standen Wasser und Wald reichlich zur Verfügung. Etzelhausen, dem in der 2. Hälfte des 8. Jahrhunderts ein Etzilo den Namen gegeben hatte, war 1235 Lehensbesitz des Boppo Graf von Henneberg. Bevor daher Bischof Hermann die Zisterzienserinnen an den neuen Ort verlegen konnte, musste Boppo von Henneberg dem Würzburger Bischof das Lehen zurückgeben. In der am 1. August 1235 darüber ausgestellten Urkunde führte das Kloster bereits den deutschen Namen Meidebrunnen (Brunnen der Jungfrau bzw. Maid Maria). Aus den Häusern des Etzilo war Maidbronn geworden.
Die Eisenbahnzeitung No. 25 Stuttgart, 22. Juni 1845 berichtete über Baupläne für die Westbahn von Bamberg nach Würzburg und Aschaffenburg:
Die Westbahn wird ganz auf dem rechten Mainufer erbaut. Sie geht von Bamberg in dem sehr breiten Thale fort bis jenseits Schweinfurt, und macht nur auf einigen Stellen Mainkorrekzionen nothwendig. Unterhalb Schweinfurt bei dem Orte Wipfeld hebt sie sich mit nicht unbedeutender Steigung über den Bergrücken, und geht über Pleichfeld und Maidbrunn nach Würzburg.
Daraus ist dann letztendlich nichts geworden, und so führt lediglich die Kreisstraße WÜ 8 von Rimpar über Maidbronn zur Anbindung an die B19 Richtung Würzburg.
Maidbronn war somit zu Beginn des 20. Jahrhunderts praktisch nur über Feldwege an das öffentliche Straßennetz angebunden. Am 20. April 1905 haben die bei der Gemeindeversammlung anwesenden 21 Gemeindebürger die Aufnahme eines Annuitätenkapitals von 3.000 Mark zur Bestreitung des von der Gemeinde Maidbronn zu tragenden Kosten bei Übernahme des Verbindungsweges Rimpar, Maidbronn und Estenfeld (jetzige Kreisstraße WÜ 8) aufgenommen.
Maidbronn wuchs von 236 Einwohnern im Jahr 1860 auf 436 Einwohner im Jahr 1939. Erst nach der Währungsreform im Jahr 1948 ist eine größere Aufwärtsentwicklung festzustellen. Dann wuchs die Gemeinde Maidbronn nochmals sprunghaft von 705 Einwohnern im Jahr 1968 auf 907 Einwohner im Jahr 1977. Am 30. Juni 2007 hatten 1012 Einwohner ihren Haupt- oder Nebenwohnsitz in Maidbronn.
Mit der Bevölkerungsentwicklung einher ging in der Ägide des Bürgermeisters Albin Jörg die Entwicklung der Gemeinde Maidbronn:
- 1960 – Bau der Ortskanalisation mit Ausbau des örtlichen Straßennetzes
- 1963 – Bau des Leichenhauses
- 1969/70 – Friedhofsgestaltung und -erweiterung
- 1971 – Sportplatzbau
- 1977 – Neubaugebiet Kleines Flürlein

Am 1. Mai 1978 wurde die etwa 510 Hektar große Gemeinde Maidbronn, die nur den Ort Maidbronn hatte, in den Markt Rimpar eingemeindet.
- 1978/79 – Bau der Mehrzweckhalle
- 1991 – Widmung des St. Afra-Kindergartens in Maidbronn im Gebäude der Alten Schule (s. u. Baudenkmäler / ehem. Schulhaus)
- 2001 – Erweiterung der Sportanlage um einen Fußballplatz
- 2003 – Einweihung des neu gewidmeten Feuerwehrhaus und Jugendzentrum
- 2010 – Am 10. August wurde als Fahrradweg der Bachrundweg eingeweiht. Der Bachrundweg bietet auf dem Gelände des teichwirtschaftlichen Musterbetriebes des Bezirkes Unterfranken eine Raststelle in Maidbronn. Er führt von da aus gemeinsam mit dem Kulturweg u. a. am ehemaligen  Kloster Maidbronn vorbei.
- 2010 – Am 18. September wurde als Wanderweg der Kulturweg Gramschatzer Wald 1 eröffnet. Der Kulturweg des Archäologischen Spessartprojektes widmet sich in besonderer Weise dem ehemaligen Kloster Maidbronn und dem Maidbronner Riemenschneider-Altar und zeigt vor Ort auf Bildtafeln interessante Details
- 2022 Einkaufsmarkt am Ortsrand Richtung Rimpar in der Adam-Bausenweinstrasse eröffnet
- 2022 Neubaugebiet Bickelsgraben am Ortsrand Richtung Estenfeld

## Kloster Maidbronn

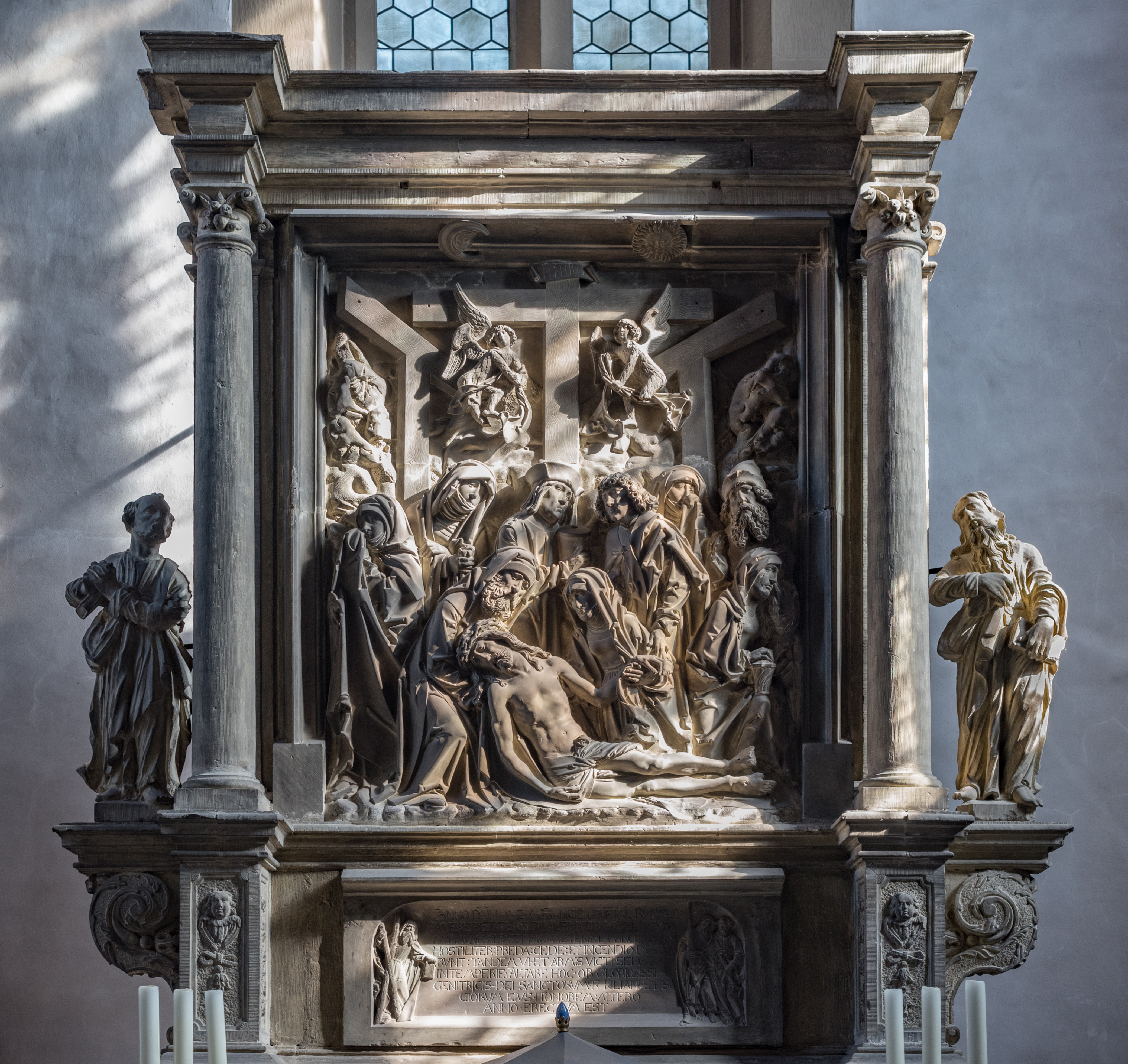
Der Riemenschneideraltar

Das von 1232 bis 1581 bestehende Zisterzienserinnenkloster ist in Teilen erhalten. Die Kirche enthält ein steinernes Relief der Beweinung Christi, ein bedeutendes Spätwerk von Tilman Riemenschneider, etwa 1519 bis 1522 entstanden.

## Baudenkmäler in Maidbronn
Siehe: Liste der Baudenkmäler in Maidbronn

## Vereinsleben
- SV Maidbronn
- AMC Maidbronn
- Bauernverband Maidbronn
- BUND Ortsgruppe Rimpar
- DPSG Pfadfinder Maidbronn
- Feldgeschworene Maidbronn
- Freiwillige Feuerwehr Maidbronn
- Freiwillige Feuerwehr Maidbronn e. V.
- Gesangverein Maidbronn
- KAB Maidbronn
- Katholischer Frauenbund Maidbronn
- Katholischer Pfarrgemeinderat Maidbronn
- Kindergarten St. Afra e.V.
- Elternbeirat Kindergarten St. Afra e. V.
- Musikkapelle Maidbronn
- Seniorenclub Maidbronn

## Wander- und Radwege
- Fränkischer Marienweg
- Rotkreuz-Wanderweg, von Würzburg über Maidbronn und das Waldhaus Einsiedel (neu seit 2007 mit Hochseilgarten und Walderlebniszentrum) bis nach Retzbach.
- Kulturweg Gramschatzer Wald 1 des Archäologischen Spessartsprojektes e.V.
- Main-Werra-Radweg und Bachrundweg (Radweg).

## Söhne und Töchter des Ortes
- Johann Flurschütz (1771–1851), Abgeordneter in der bayerischen Ständeversammlung
- Adrian Arthur Senger (1926–2016), Maler und Grafiker